# Magdalena Hynková
Magdalena Hynková, rozená Nikolaiová (8. března 1815 – 9. dubna 1883) byla česká herečka.

## Život
Její otec byl hráčem operního orchestru, divadlu se proto věnovala od dětství. Poprvé vystoupila v roce 1829 v Klicperově hře Blaník v roli Miloslavy, od roku 1833 byla členkou německého souboru, stále ale hrála navíc česky. Po osamostatnění české scény v roce 1864 vystupovala v českých rolích. Od divadla odešla až v roce 1879 ze zdravotních důvodů, o rok později zemřela. Jejím oborem byly především role hodných, mateřských, milujících žen a srdečných stařen v komediích. Mezi její nejvýznamnější role patřila chůva v Shakespearově hře Romeo a Julie, Poličevská v Tylově Jiříkově vidění a Kordula v Tylově Strakonickém dudáku.